# Varga Krisztina
Varga Krisztina (Budapest, 1982. június 10. –) magyar mozgásszínházi (fizikai színházi) rendező, koreográfus, színművész.

## Élete
Pest megyében, Budakeszin nevelkedett, és itt kezdte iskoláit, illetve első színész képzését.
6 éves korától Budakeszin a Kompánia Színházi Társulatban kezdett először színészetet tanulni Lukács Lászlónál, szülei jóvoltából tinédzserként pedig teniszedzésekre járt.
Rendszeres tánctanulmányait 20 évesen kezdte magánúton Lakatos János és Földi Béla tanítványaként, majd ezt folytatva több nemzetközi tánckurzuson is részt vett a Budapest Táncszínház szervezésében.
A Szegedi Tudományegyetemen filmtanulmányokat is folytatott, melyek nagy hatással voltak későbbi budapesti tanulmányaiban és az általa létrehozott különleges előadásokban.
2009-től járt a budapesti Színház- és Filmművészeti Egyetem színházrendező-fizikai színházi koreográfus-rendező szakára, első generációs hivatásos fizikai színházi rendező. Három társa bevonásával 2010-ben kezdeményezte a "Négykezes" című előadást a MU Színházban, ami az immár egyetemi szintű, hivatásos fizikai színházi rendezés első magyarországi, egyetemen kívüli megjelenése volt.

## Munkái
Rendezőként-koreográfusként

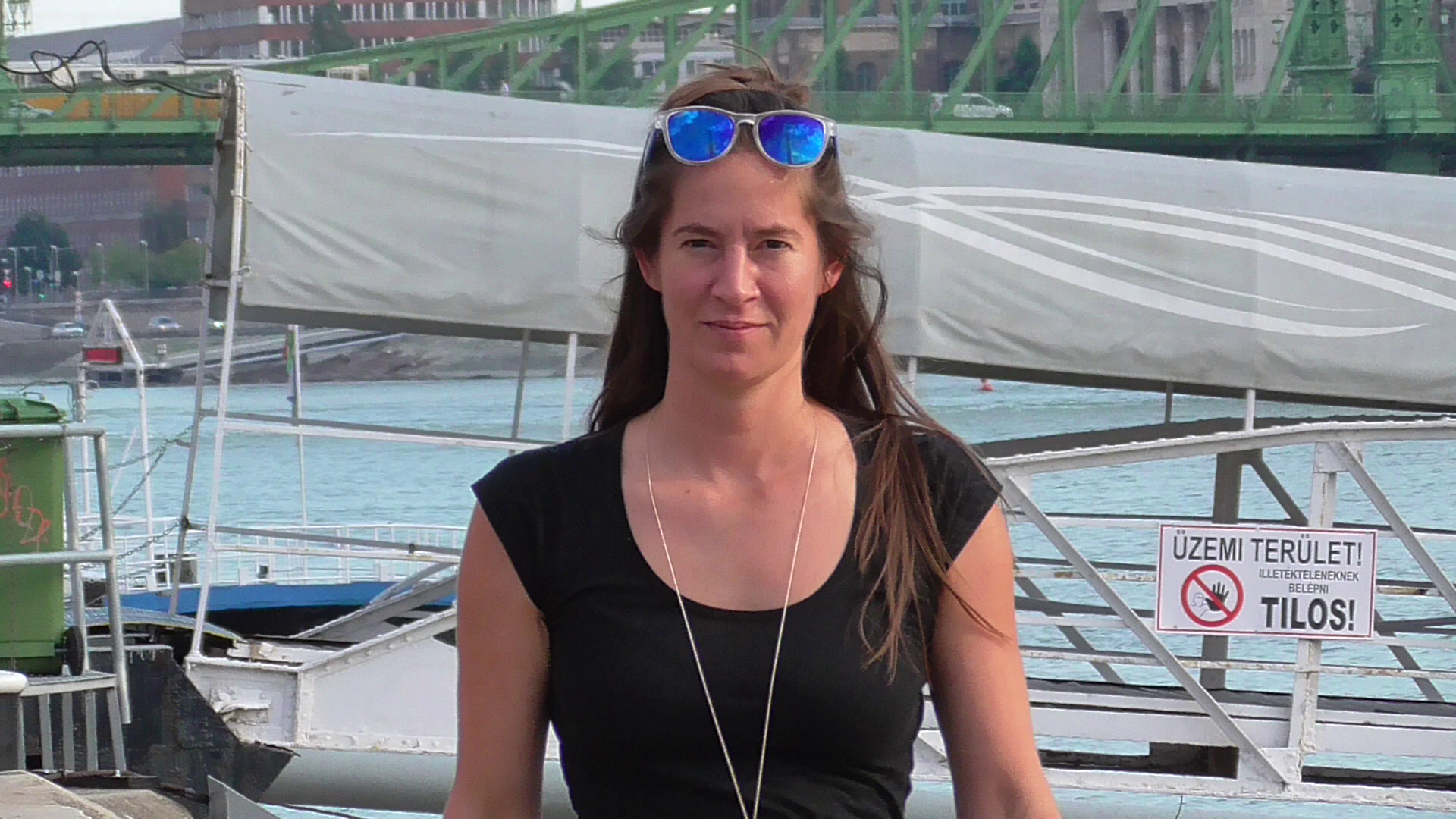
2020 szeptemberében

- Persona, bemutató: 2010, MU Színház
- Hosszútávfutár, bemutató: 2012, Nemzeti Táncszínház[3]
- Keselyűfészek, bemutató: 2012, SzFe, majd ez a darab a Madách Színház musicalpályázat megosztott első díj-át nyerte el Dögkeselyű címmel Varga Krisztina koreográfus munkájával.[4]
- Papírhajótöröttek, 2014, előadások: SzFE, Bethlen Téri Színház[5][6]
- Ébredés, 2016, tánc: Tóth Károly, zene: Szervác Attila (434cam), Videó: Szapu Dániel[7][8][9][10]

## Galéria

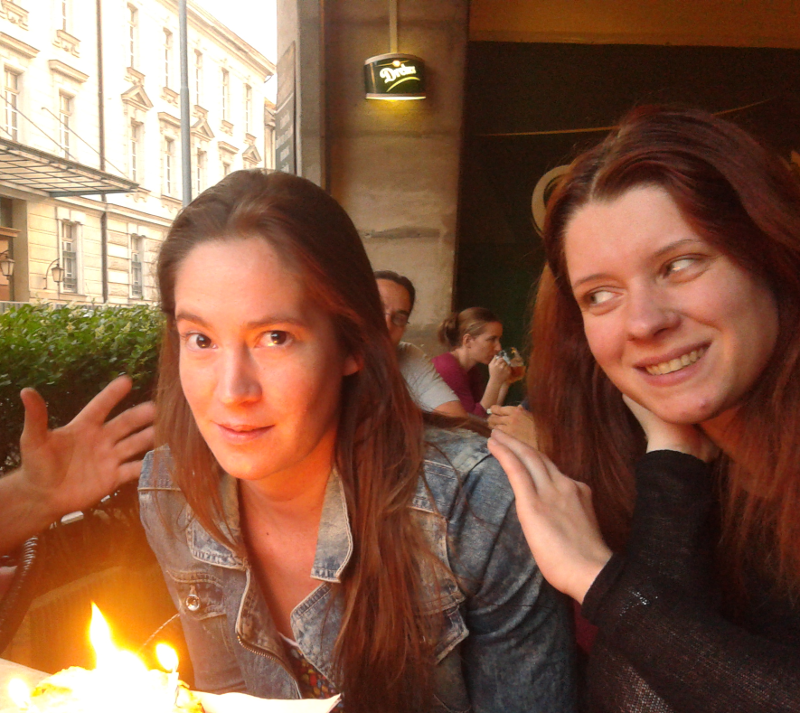
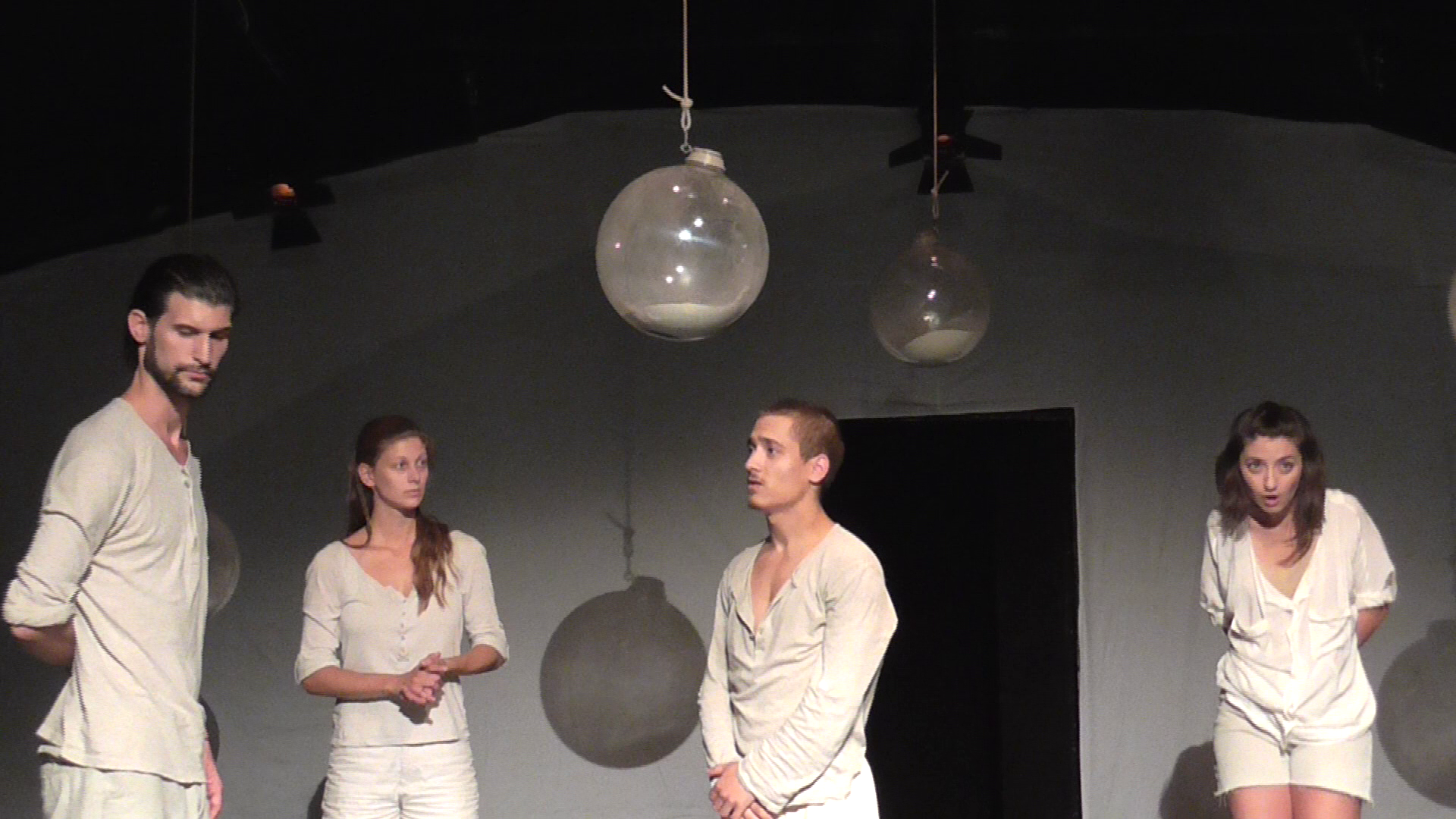
Állókép a Mesefolyamok óceánja videóból
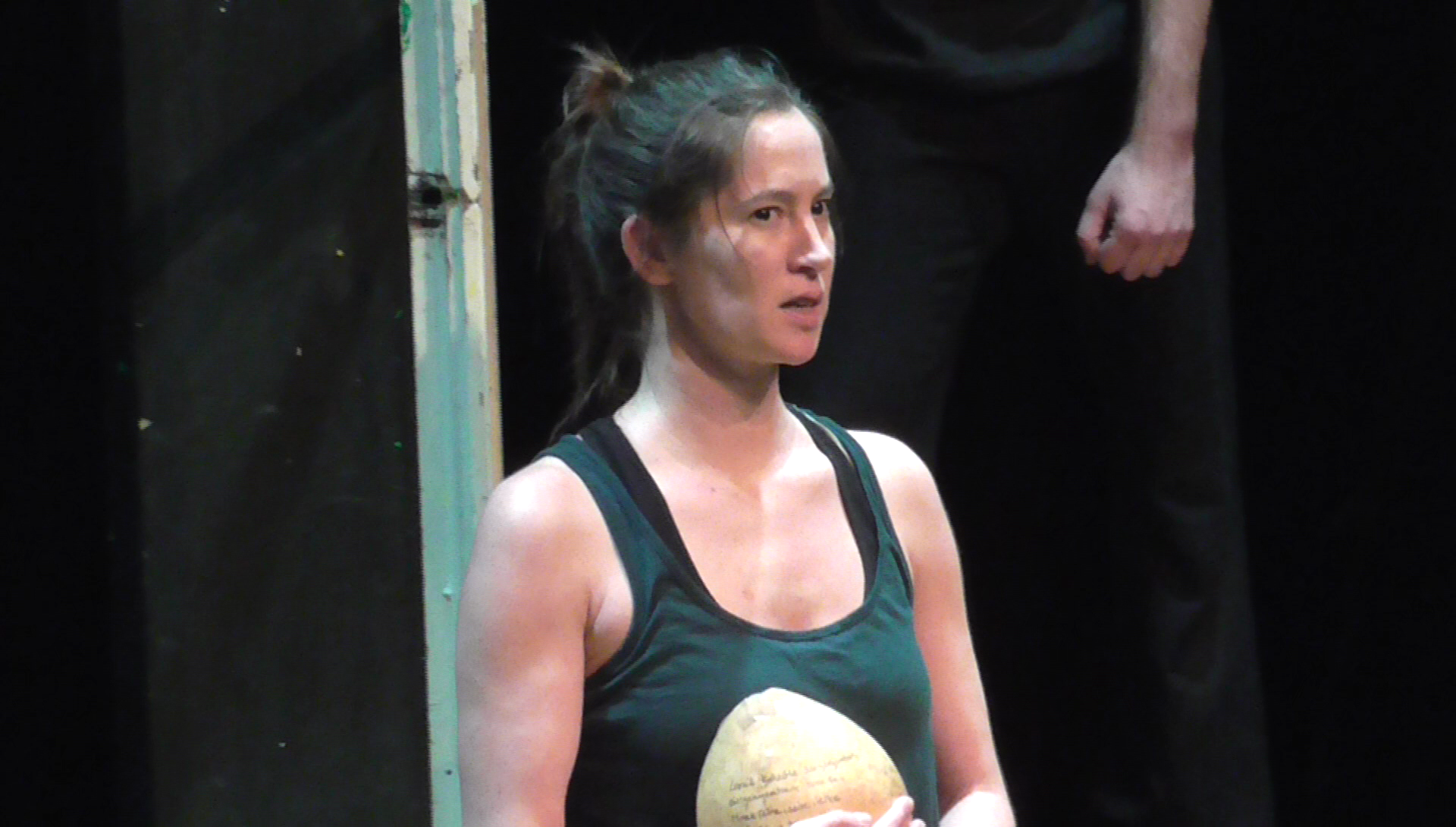
Színművészként 2017-ben